# Причастное вино

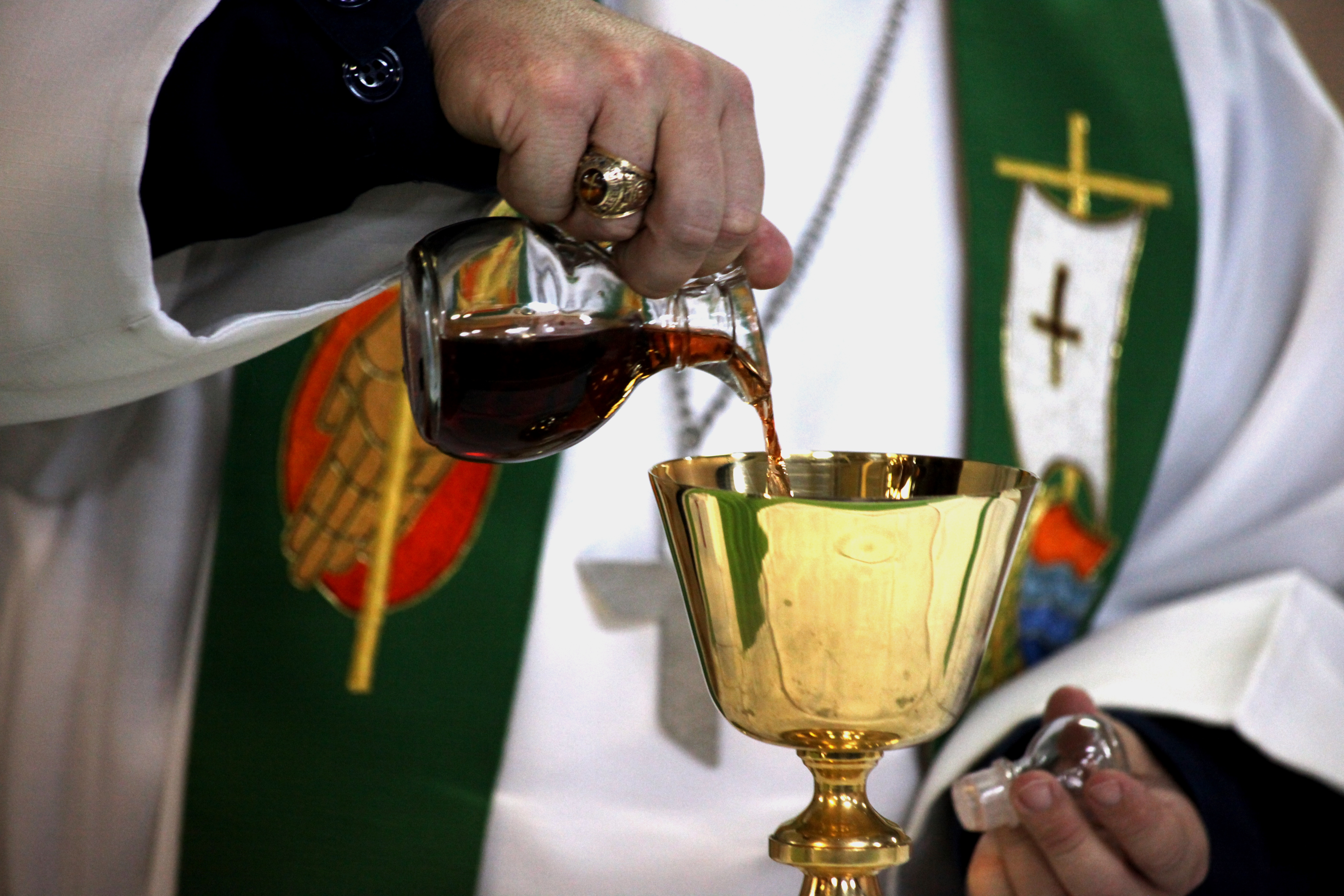
Католический священник наливает вино из графина в чашу

Причастное вино (священное, церковное, алтарное) — вино, предназначенное для использования в таинстве Евхаристии (причастия). Если Святые Дары не смешиваются, то вино принимают после причастного хлеба (опреснока, просфоры, гостии).

## История
Вино использовалось в самых ранних празднованиях Вечери Господней как символ Крови Христовой (о чём свидетельствует апостол Павел в 1Кор. 10:16).
В ранней Церкви и духовенство, и миряне получали освящённое красное вино в чаше после вкушения освящённого хлеба. Из-за ряда факторов, главным образом из-за дефицита вина на севере Европы (где климат не подходит для виноградарства), питьё вина из чаши в Средние века стало доступным только священнослужителям, в то время как паства причащалась хлебом. Эта практика ослабила символическую важность красного цвета вина, призванного напоминать кровь Христову, так что Католическая церковь разрешила причащаться и белым вином.
Восточные церкви (включая восточнокатолические) продолжали совершать Евхаристию для верующих в обеих формах. Правда, в допетровской России при отсутствии в храме вина его заменяли другими алкогольными напитками: вишнёвой наливкой, перебродившим яблочным квасом.

## Состав
Большинство литургических церквей, таких как Католическая церковь и Православная церковь, требуют, чтобы для таинства использовалось чистое вино из винограда. Для причащения сотни человек требуется приблизительно полбутылки вина. Некоторые протестантские конфессии (например, методистские церкви), не одобряющие употребление алкоголя, заменяют вино виноградным соком. Ввиду недоступности вина именно соком причащали верующих православные священники в сталинских лагерях.
В восточном христианстве причастное вино обычно красного (или розового) цвета, что символизирует переход от вина к крови Иисуса Христа (который, как считается, происходит во время Евхаристии). В большинстве православных церквей к причащению допускается только беспримесное красное виноградное вино. Греческая православная церковь традиционно использует сладкие вина Мавродафни и Нама, Грузинская — Зедаше, тогда как Русская православная церковь с XIX века предпочитает сладкий же Кагор. Использование приятных на вкус сладких вин распространилось, вероятно, с целью предотвращения рефлекторного выплёвывания Святых Даров причащаемыми младенцами. Православное духовенство получает освящённое вино путём питья из чаши (без смешения Тела и Крови), а паства — после смешения с хлебом на специальной причастной ложке.

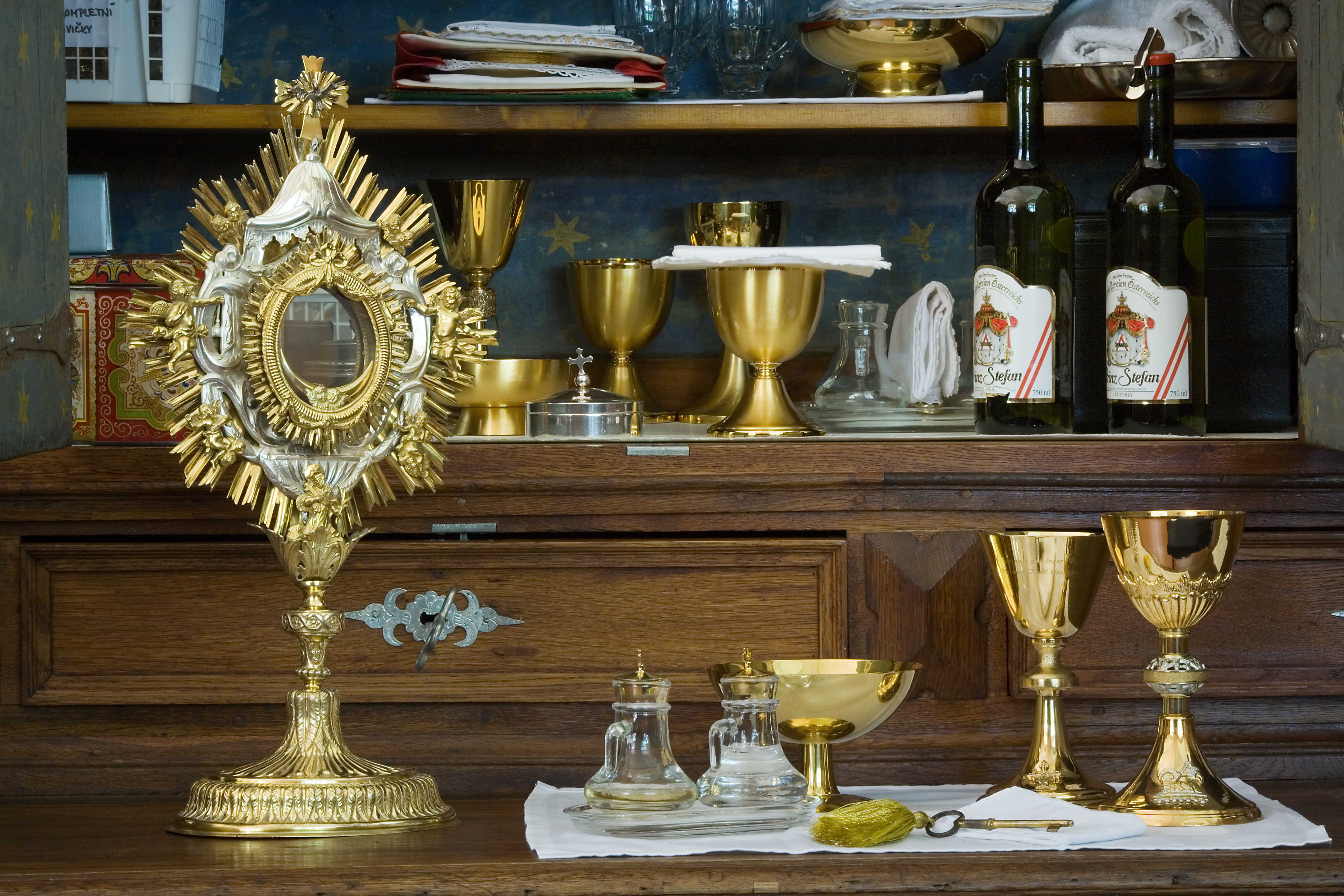
Бутылки с церковным вином и католические богослужебные сосуды

В XX веке, особенно после Второго Ватиканского собора, Католическая церковь стала возвращаться к причащению мирян под видом как хлеба, так и вина. Католики по традиции допускают для причащения не только красное, но и белое вино, что не лишено практических соображений (с целью избежать пятен на алтаре). В латинской традиции, не имеющей причащения младенцев, принято использовать не сладкое, а сухое вино.
В англиканской общине употребление вина обязательно во время празднования Святого Причастия; однако человек, принимающий причастие, совершает действительное причастие, даже если причащается только в одном виде (то есть только хлебом или только вином). Например, больной человек, который может пить только жидкость, совершает действительное причастие, принимая вино.

### Смешение с водой
В большинстве литургических обрядов (римский, византийский, антиохийский, александрийский) в чашу с вином (потир) добавляется небольшое количество воды, тогда как в армянском обряде вино освящается без предварительного примешивания воды. В византийском обряде незадолго до причастия к освящённому вину добавляют немного подогретой воды, называемой зеон (греч. «кипящая»).
Древний средиземноморский ритуал смешения вина с водой имеет различные трактовки (символ соединения в Христе божественной и человеческой природы, символ соединения Христа с Церковью). Чаще всего добавление воды к вину объясняют как напоминание о том, что на Кресте из прободенного ребра Искупителя истекла не только кровь, но и вода (1Ин. 5:7—8). Иоанн Мейендорф приводит следующее объяснение:
Кирилл утверждал, что без животворящего Слова Божия, находящегося в мистическом и реальном единстве с плотью, Евхаристия становится людоедством, а участие в ней — бессмыслицей. Эта «животворность тела» Христова имелась в виду Юстинианом, когда в целях утверждения Кирилловой христологии он учредил обряд подливания тёплой воды, «теплоты», в евхаристическое вино. Теплота Духа Святого трансформирует физическое естество, и даже само название ξέον (зёон), «теплота», было созвучно слову ξωή (зои), «жизнь». В Евхаристии Дух обожествляет человеческую плоть Иисуса, и, приобщаясь к ней, мы спасаемся через участие в жизни Бога.

## Производство
Церковное вино производится как специализированными винодельнями, выпускающими только вино для церковного употребления, так и обычными винодельческими предприятиями. В Западной Европе винодельни, которые специализируются на церковном вине, обычно небольшие; часто ими управляют монахи, священники или набожные миряне.
Некоторые предприятия по производству церковного вина имеют долгую историю. Например, в Австралии всё причастное вино (объёмом более 90 000 литров (24 000 галлонов)) выпускает старейшая в стране винодельня, расположенная в долине Клэр и основанная иезуитами в 1851 году. В США до сих пор используется для производства священного вина виноградник О-Не-Да в винодельческом регионе Фингер-Лейкс (штат Нью-Йорк), основанный в 1872 году Бернардом Джоном Маккуэйдом, епископом Рочестера.
В дореволюционной России монополия на поставку вина в храмы долгое время принадлежала Петру Смирнову. В современной России небольшие приходы покупают вино в ближайших магазинах, а крупные монастыри заказывают его на заводах России, Украины, Молдавии; приветствуется также пожертвование вина прихожанами. В 2015 году около 100 000 бутылок кагора поставил в храмы России крымский винокомбинат «Массандра», тогда же приступивший по просьбе Русской православной церкви к производству сухого кагора.